# ジェラール・プーレ
ジェラール・プーレ（Gérard Poulet、1938年 - ）は、フランスのヴァイオリン奏者。2018で80歳を越えた現在も現役として高いパフォーマンスを維持する巨匠として揺るぎない評価を確立している。
ヘンリク・シェリングの愛弟子としても知られ、15年間に渡り演奏旅行を共にし、薫陶を受けている。

## 経歴
指揮者とヴァイオリニストであったガストン・プーレの息子で、天才少年期を送る。父ガストンは最晩年のクロード・ドビュッシーと親交があり、ドビュッシー生前最後のコンサートでドビュッシーのヴァイオリンソナタをガストンのヴァイオリン、ドビュッシーのピアノで初演している。
11歳でパリ国立音楽院に入学し、2年後には審査員全員一致の首席で卒業。18歳の時には、イタリアのジェノヴァでのパガニーニ国際コンクールで最優秀賞を受賞。
ジノ・フランチェスカッティ、ユーディ・メニューイン、ナタン・ミルシテイン、とりわけ彼の精神の父となったヘンリク・シェリング等の世界的巨匠達の教育を受けながら、数々のコンサートをし、キャリアを世界中に広めた。パリ管弦楽団、フランス国立管弦楽団、ストラスブール・フィルハーモニー管弦楽団ほか世界中のオーケストラと共演し、毎年行われるラジオ・フランス、オルセー美術館、シャンゼリゼ劇場、プラド、ディヴォンヌ、ソー、ブザンソン、モンテカルロ、モントルー等の名高い音楽フェスティバルや定期公演に出演している。ドイツ、オーストリア、イタリア、スイス、日本、アメリカ、カナダ、チェコ、スロヴァキア、中国、韓国、ブラジル、アルゼンチン、チュニジア等に渡り、国際的なキャリアを築いた。そして数多くの国際コンクールの審査員に招聘されている。
偉大な教育者でもあり、長年教授を務めたパリ国立高等音楽院を2003年に退官後、パリCNR市立音楽院のソリストコースとエコール・ノルマル音楽院で教鞭を執り、2005年4月から2009年3月まで東京芸術大学の客員・招聘教授、2010年4月からは昭和音楽大学の客員教授を務めている。ウィーンや北京の音楽院でも教える他、京都フランス音楽アカデミー、いしかわミュージック・アカデミーを始め世界中でマスタークラスを行っている。
1999年文化功労賞を受賞、2019年フランス芸術文化勲章叙勲。
2019年夏、自身の名を冠したジェラール・プーレ ヴァイオリンコンクールの第1回を日本の妙高で開催した。自ら審査員を務めた他、澤和樹と堀正文も審査員として参加。優勝者は戸澤采紀。
ルノー・カピュソンやテディ・パパヴラミなど、世界的なヴァイオリニストを指導している。日本人ヴァイオリン奏者では、山田晃子、米元響子、佐藤俊介、川畠成道、松本紘佳らが指導を受けた。

## ディスコグラフィ
これまでに出した録音（LP含む）は67枚。日本では次のCDをリリースしている。メジャーなレーベルではないため日本での流通量は決して多くないが、いずれもファンの間では高い評価を得ている。
「室内楽の地位を向上すべき」との考えにもとづき、ヴァイオリンとピアノのためのソナタや小品を数多く録音している。中でも父が初演したドビュッシーのソナタをはじめ、フォーレ、ラヴェル、フランクといったフランス系作曲家の作品の演奏はどれも超一級品である。
ドイツ音楽の演奏にも定評があり、バッハの無伴奏ヴァイオリンソナタ・パルティータ全集や、ブラームスのヴァイオリンソナタ全集などは隠れた名盤としてファンの熱烈な支持を受けている。
- 「クライスラーの珠玉の名曲集」　2006年 マイスターミュージック株式会社
- 「フランス3大ヴァイオリン・ソナタを弾く」2008年 ドビュッシー、ラヴェル、プーランクのヴァイオリンソナタを収録。タカギ・クラヴィア株式会社。
- 「ロシア・ロマン派を歌う」2010年　タカギ・クラヴィア株式会社。
- 「ピレネーの太陽」　2010年キング・インターナショナル。
- 「ベートーヴェン 7,6,5番「春」」 2013年 ALM Records コジマ録音。
- 「ベートーヴェン 9番「クロイツェル」、10番」 2016年 ALM Records コジマ録音。
- 「グリーグ・スーク・スメタナをうたう」2016年　タカギクラヴィア株式会社。
- 「ブラームスをうたう」ブラームスのヴァイオリンソナタ全集[3]。2017年　タカギクラヴィア株式会社。
- 「ラヴェル　ピアノトリオ[4]」 2019年

海外でリリースされた録音については、以下を参照。
Discography (Discogs)